# Robert Voûte

Wapen van Robert Voûte

 Robert Voûte (Amsterdam, 13 februari 1747 - huis Vredelust, Oudshoorn, 15 juni 1823) was een Nederlands handelaar, bankier, ambtenaar en bestuurder.
Voûte was werkzaam als makelaar in koffie en thee en was vertegenwoordiger van bankiershuis Hope & Co. Van 1806 tot 1809 was hij (zowel in gewone als buitengewone dienst) lid van de Staatsraad. Voûte was van 1809 tot 1811 controleur-generaal van de publieke inkomsten en uitgaven en van 1810 tot 1813 requestmeester Centrale kas in Amsterdam. Tijdens de regering tijdens de Franse tijd was hij directeur voor de schatkist. In 1811 verkreeg hij de adellijke titel baron de l'empire. 

## Familie
Voûte was de zoon van de zich in 1739 vanuit Frankrijk te Amsterdam gevestigde Jean Jacques (Jan Jacob) Voute (1713-1781), oprichter in 1766 van de firma J. J. Voûte & Zoon, makelaars in verfwaren, cacao, koffie en thee, en  diens derde echtgenote Susanne Icard (1717-1810). Hij trouwde in 1772 met Jeanne Marianne Noordingh (1751-1802) en in 1805 op kasteel Middachten met Catherine Abeline Guicherit (1768-1838); uit beide huwelijken werden geen kinderen geboren.  In 1815 kocht hij de buitenplaats Vredelust in Oudshoorn waar hij ook overleed; daarna werd het huis nog bewoond door zijn weduwe en na haar overlijden in 1838 verkocht.